# فرودگاه میگوئل اوردانتا فرناندز
فرودگاه میگوئل اوردانتا فرناندز (به انگلیسی: Miguel Urdaneta Fernández Airport) (به زبان بومی: Aeropuerto Miguel Urdaneta Fernández) یک فرودگاه همگانی با کد یاتا STB است که یک باند فرود آسفالت دارد و طول باند آن ۲۶۹۳ متر است. این فرودگاه در کشور ونزوئلا قرار دارد و در ارتفاع ۱۰ متری از سطح دریا واقع شده‌است.